# Râul Silagiu
Râul Silagiu sau Pârâul Silagiu este un curs de apă din bazinul râului Șurgani, din bazinul Timiș. Traversează localitatea Silagiu, Timiș, județul Timiș. Pe râu este construit barajul Silagiu. 

## Hărți
- Harta județului Timiș